# アレクセイ・サヴラソフ
アレクセイ・コンドラーティエヴィチ・サヴラソフ (ロシア語: Алексе́й Кондра́тьевич Савра́сов) (1830年5月24日 - 1897年10月8日)は、ロシアの風景画家、叙情性風景画法の創作者。「サヴラソフ」は、「サフラソフ」とも表記される。

## 生涯
商人の家庭で誕生した。早くから描画を始めて、1838年にモスクワ絵画彫刻建築学校(MSPSA)でカール・ヴィルヘルム・ラブス(1800年-1857年)に師事する。1850年に卒業し、ほどなく風景画を専門に描き始める。
1852年、ウクライナに赴き、のちの1854年に帝国芸術アカデミー総裁を務めていた大公女マリア・ニコラエヴナ (ロイヒテンベルク公妃)の招待により、ペテルブルク近郊に移住する。1857年にサヴラソフはMSPSAの教員につく。彼の優秀な教え子だったイサーク・レヴィタンやコンスタンチン・コローヴィンは先生について敬愛と感謝の気持ちをもって記憶しているという。
1857年に彼は美術史家カルル・ヘルツ(1820年-1883年)の姉妹であるソフィア・カルロヴナ・ヘルツと結婚した。二人の邸宅ではパーヴェル・トレチャコフといった美術コレクターや芸術家たちを楽しませた。特にサヴラソフはヴァシリー・ペロフと親密になる。ペロフはサヴラソフの絵画『Volga near Yuryevets』においてボートトラッカーの絵姿を描く手助けをして、サヴラソフはペロフの絵画『Bird catcher and Hunters on Bivouac』の風景を描いた。

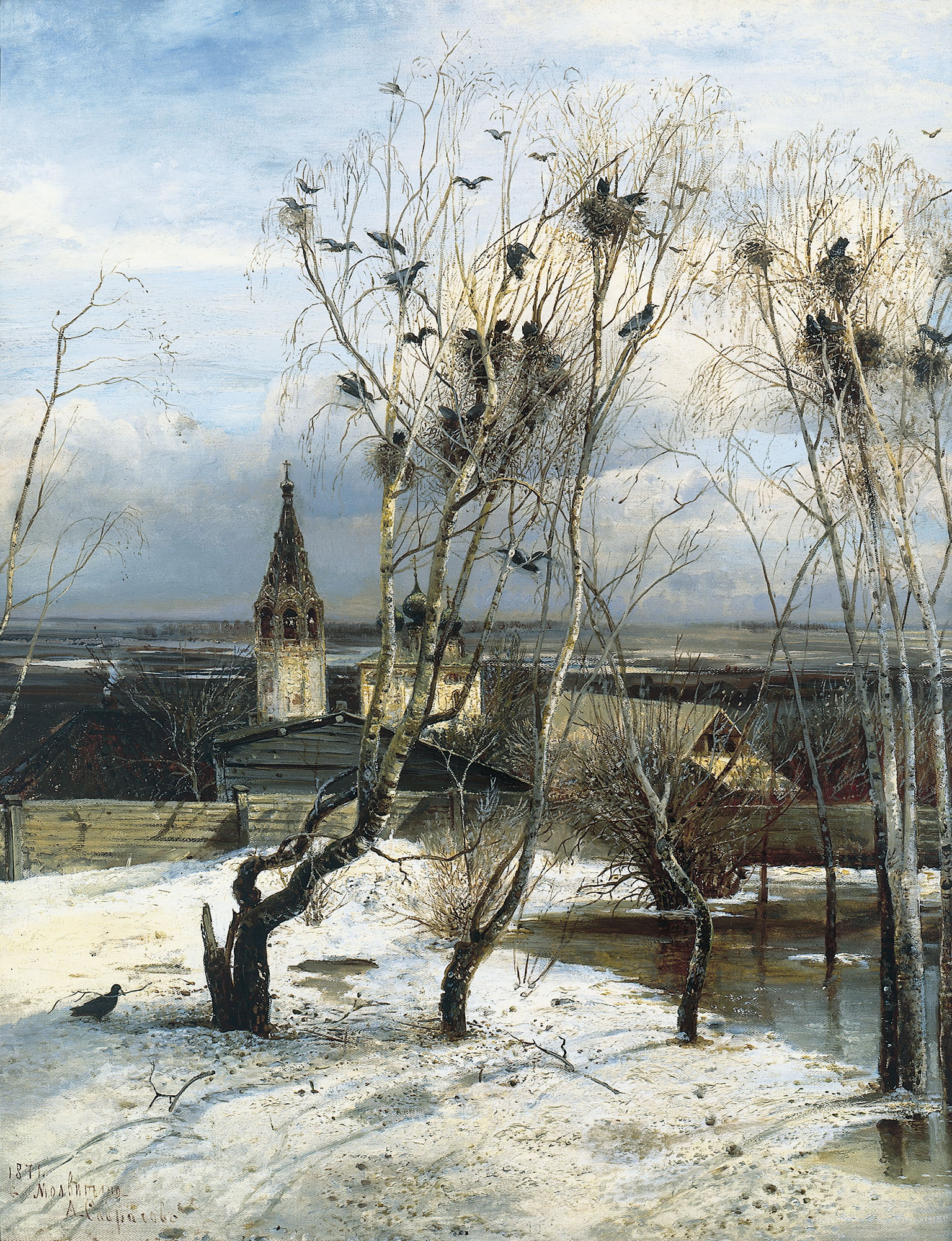
The Rooks Have Come Back was painted by Savrasov near Ipatiev Monastery in Kostroma.

1860年代に彼は万国博覧会を観覧するためイングランドに渡り、それからスイスに赴く。彼の手紙の一通の中で「決してアカデミーには開催中の万国博覧会よりも芸術家を進歩させることはできないだろう」と綴っている。彼に最も影響を与えたその画家たちは英国の画家ジョン・コンスタブルやスイスの画家アレクサンドル・カラムであった。
サヴラソフの絵画『The Rooks Have Come Back』 (1871年)について、多くの批評家らからサヴラソフの芸術家人生における最高峰の絵画と評した。 巣に帰って行く鳥にまつわる出来事を題材にしたまったく自明にしてとてもありふれた非常に単純な風景画であり、感情につき動かされていたサヴラソフは冬から春へと移り行く自然を表現したかった。それは叙情性風景画法の新しい様式であり、後年になって批評家によりムードランドスケープと呼ばれた。この絵画は彼の名声を高めた。1870年に彼は移動派の一員になって、国家後援のアカデミック美術を打破した。
1870年代あたりから彼は徐々にアルコール中毒になっていく。これに至る過程についてはおそらく1871年に娘の死去により始まったといわれており、それは彼の芸術における重大局面につながった。彼は1882年にMSPSAの職を解雇された。彼を助けようとする親類や友人のあらゆる試みは失敗に終わる。
彼の作品は急速に悪くなる一方であり、晩年は貧困に喘ぐなか過ごした。彼はたいてい酔っぱらい、度々ぼろ服を身にまとう。ついに彼は保護施設からさらに保護施設へと転々とさまよっていることに気がついた。1897年にトレチャコフ美術館創設者パーヴェル・トレチャコフ並びにMSPSAの門衛のみが葬儀に参列。

## 作品

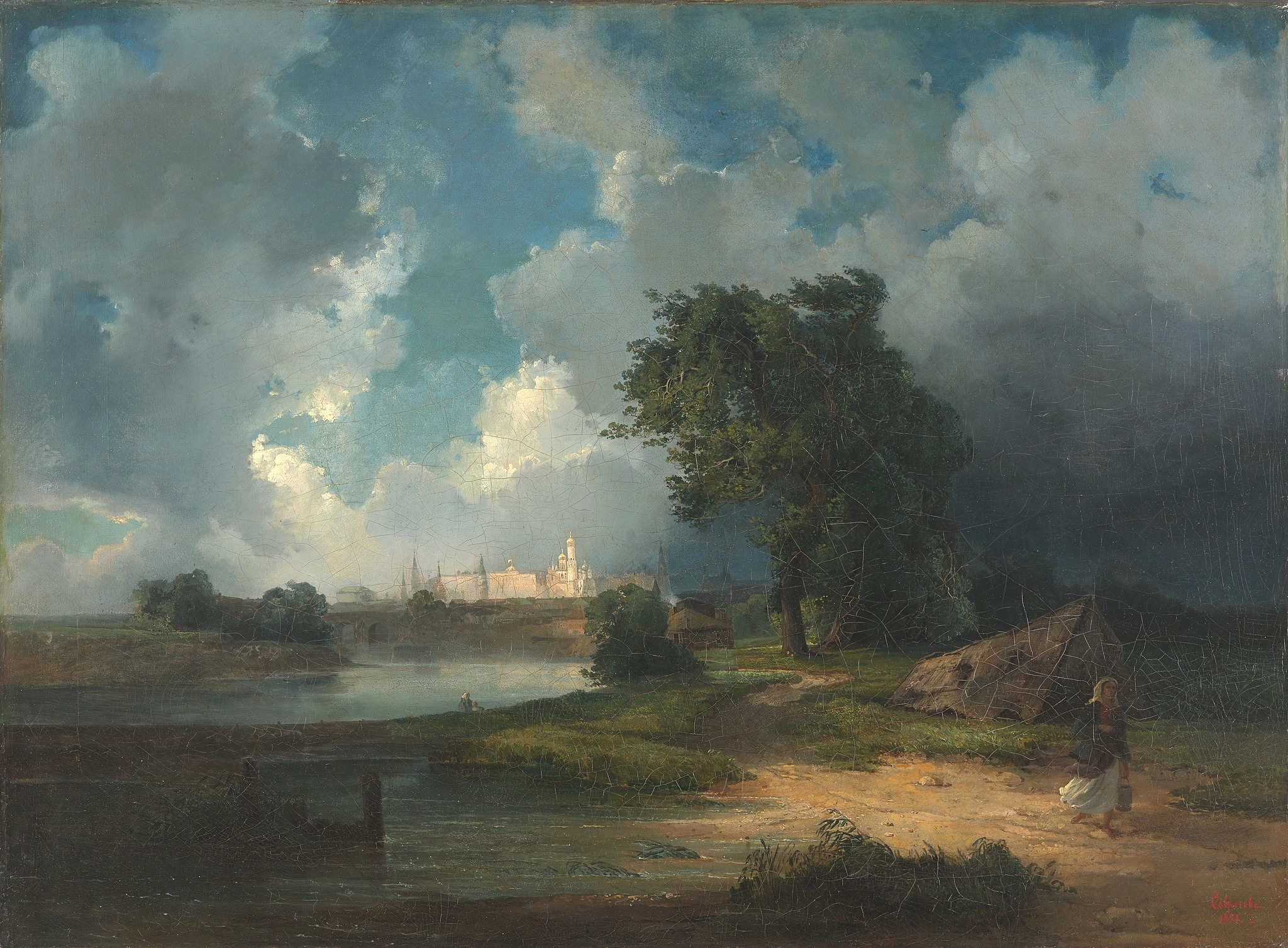
View of the Kremlin from the Krymsky Bridge in Inclement Weather (1851)
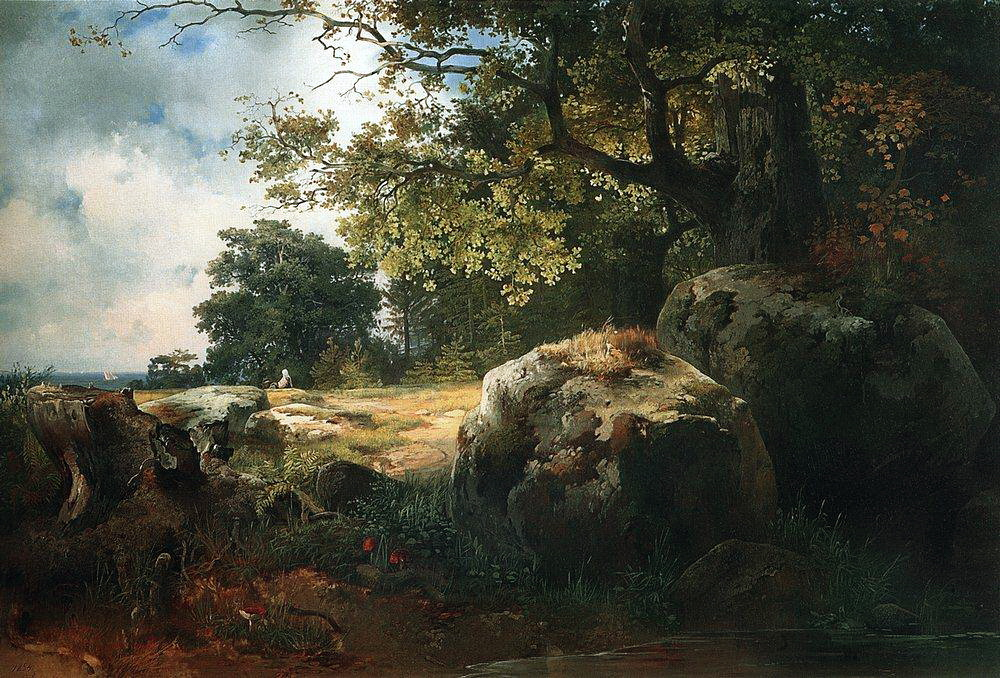
View in the Neighborhood of Oranienbaum (1854)
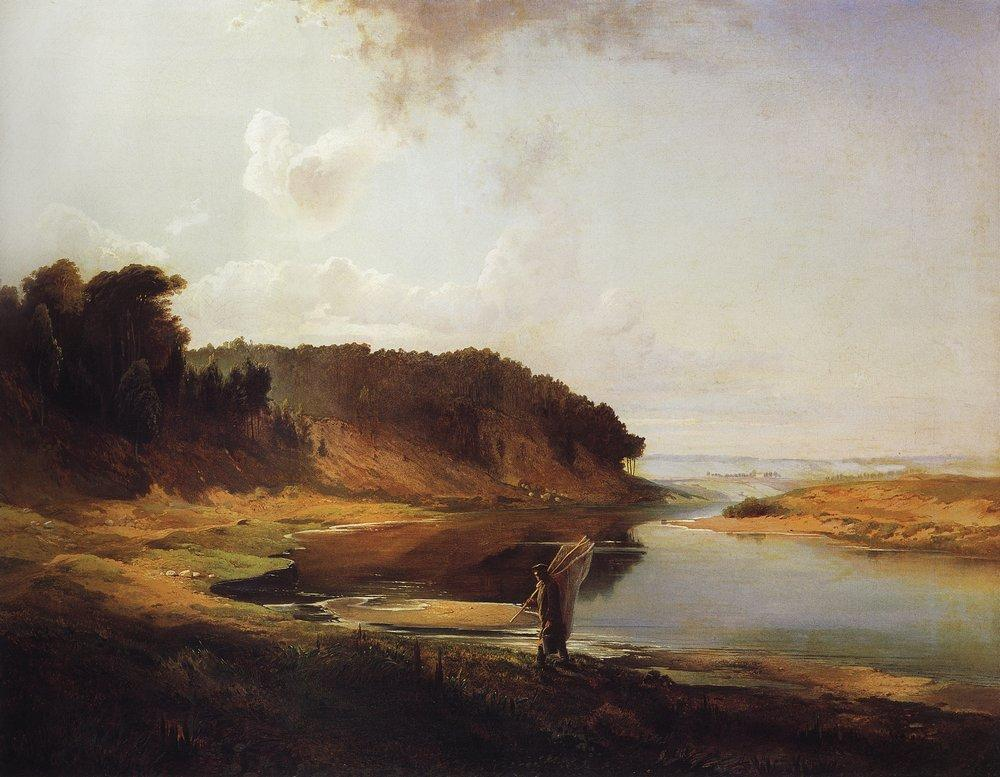
Landscape with River and Angler (1859)
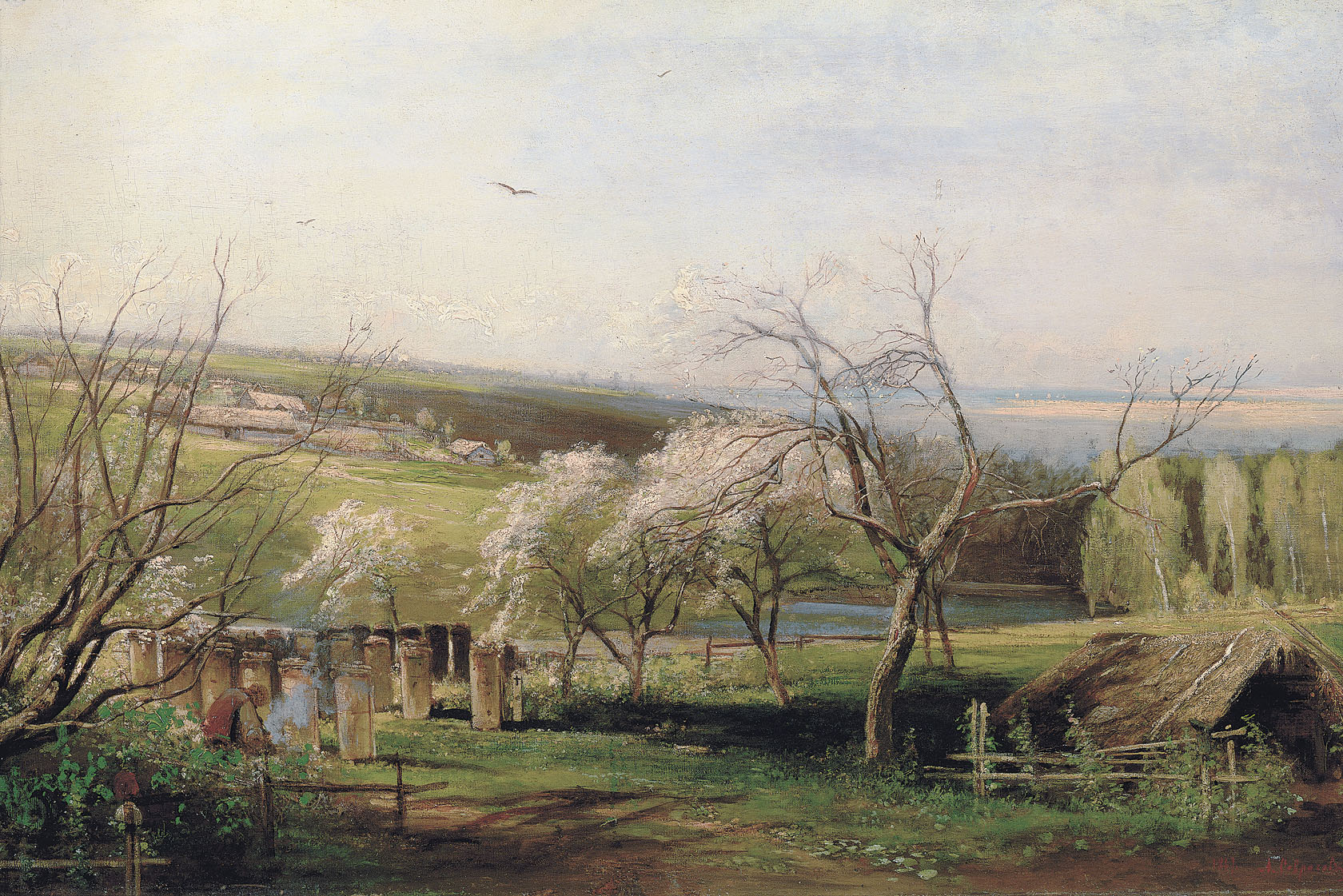
Rustic View (1867)
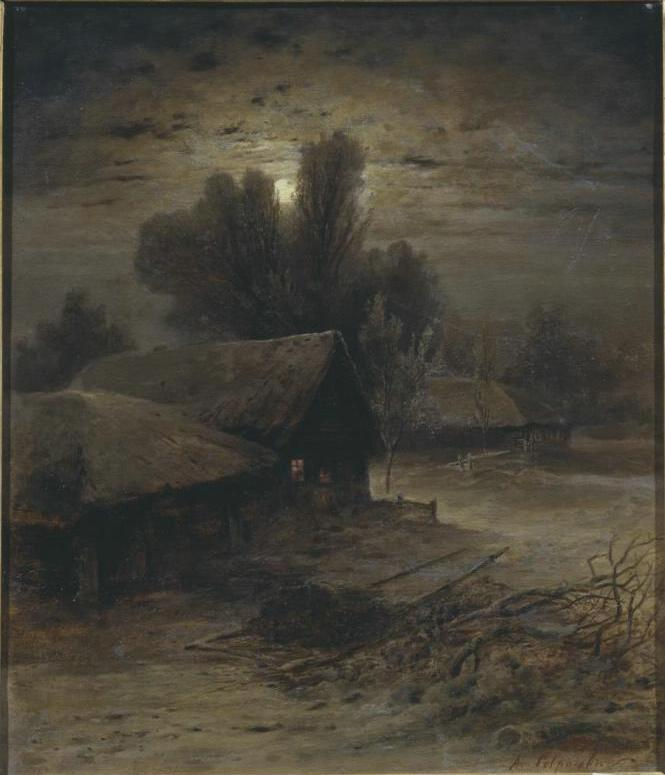
Winter Night (1869)
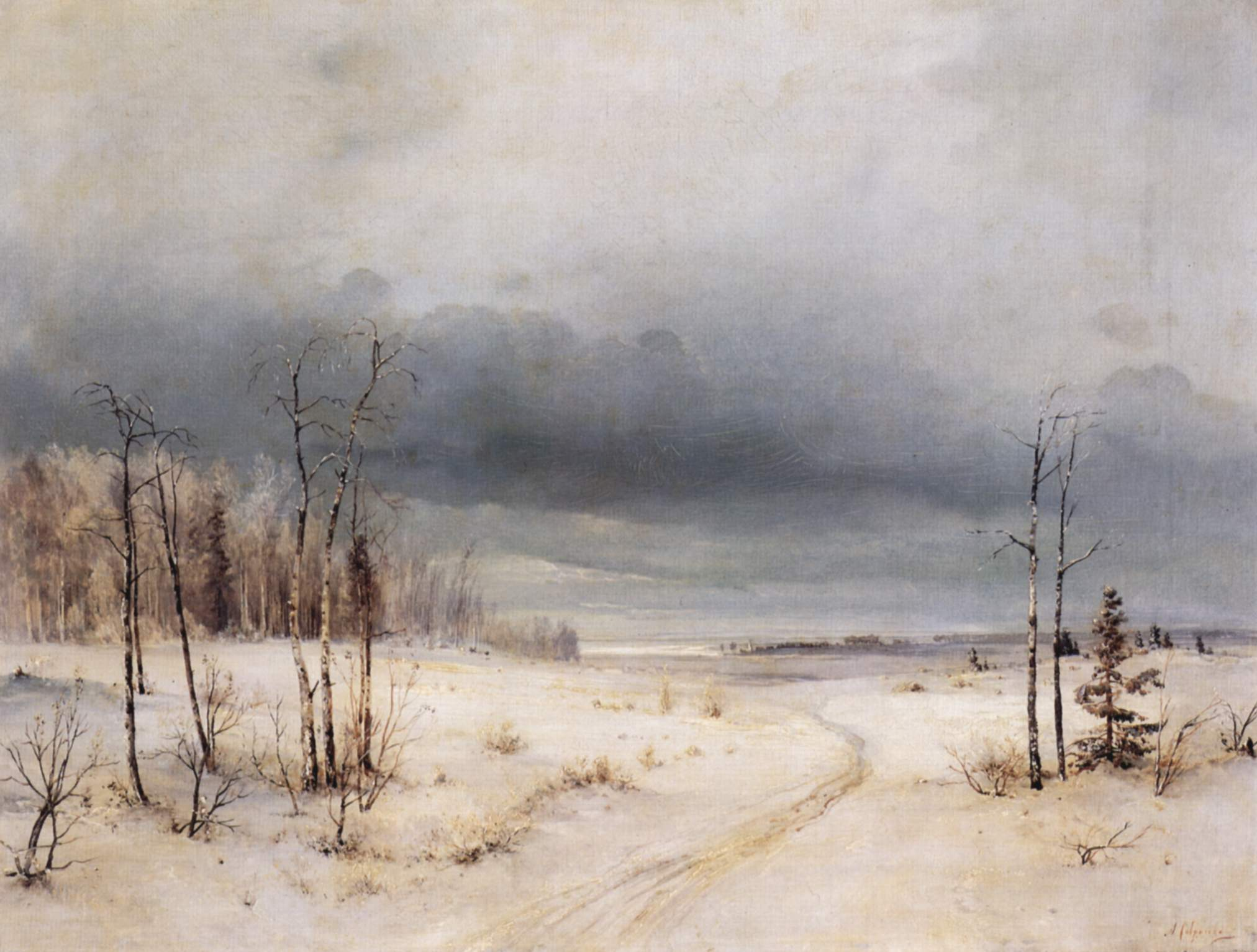
Winter (1870)
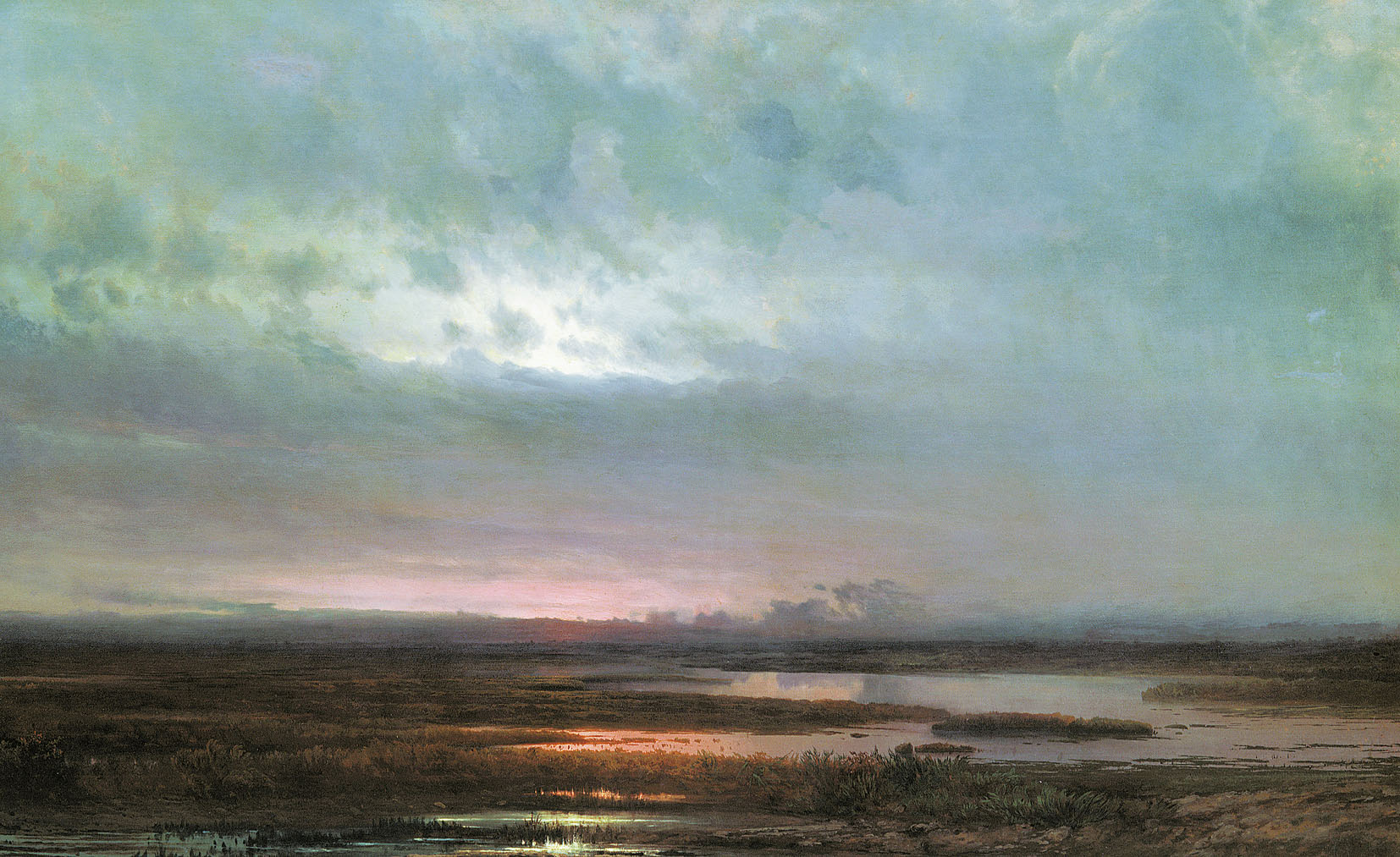
『沼の日没』、1871年
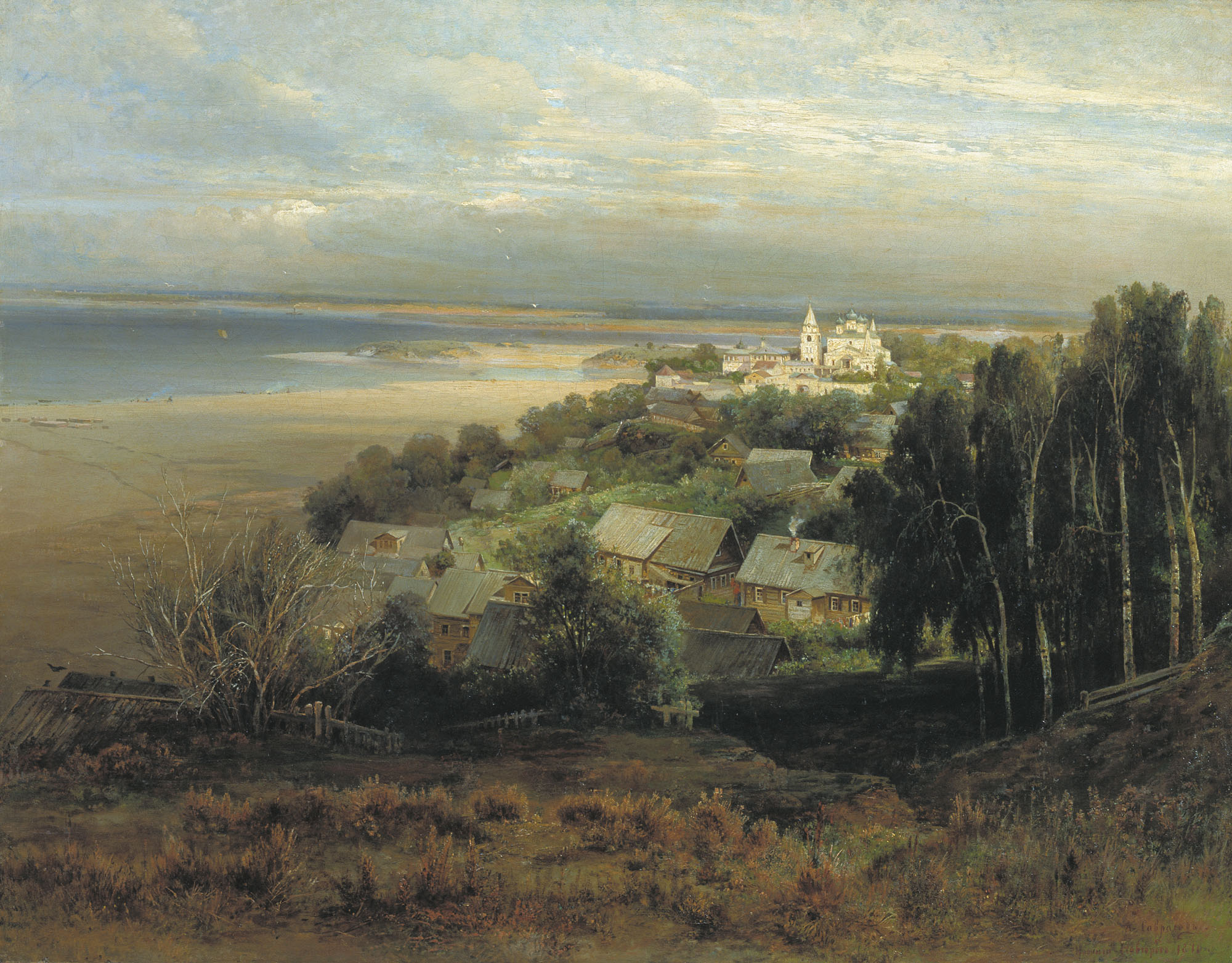
Monastery of Caves near Nizhny Novgorod (1871)
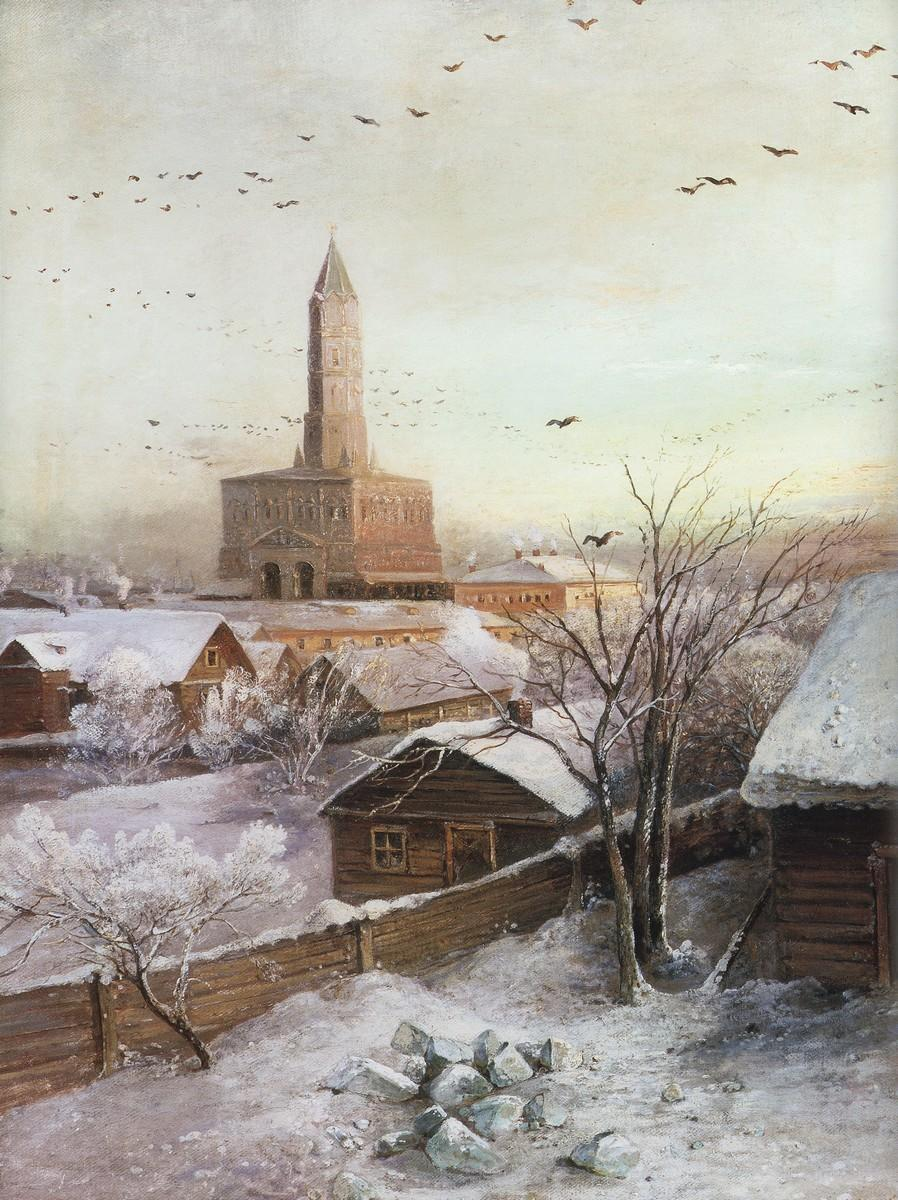
Sukharev Tower (1872)
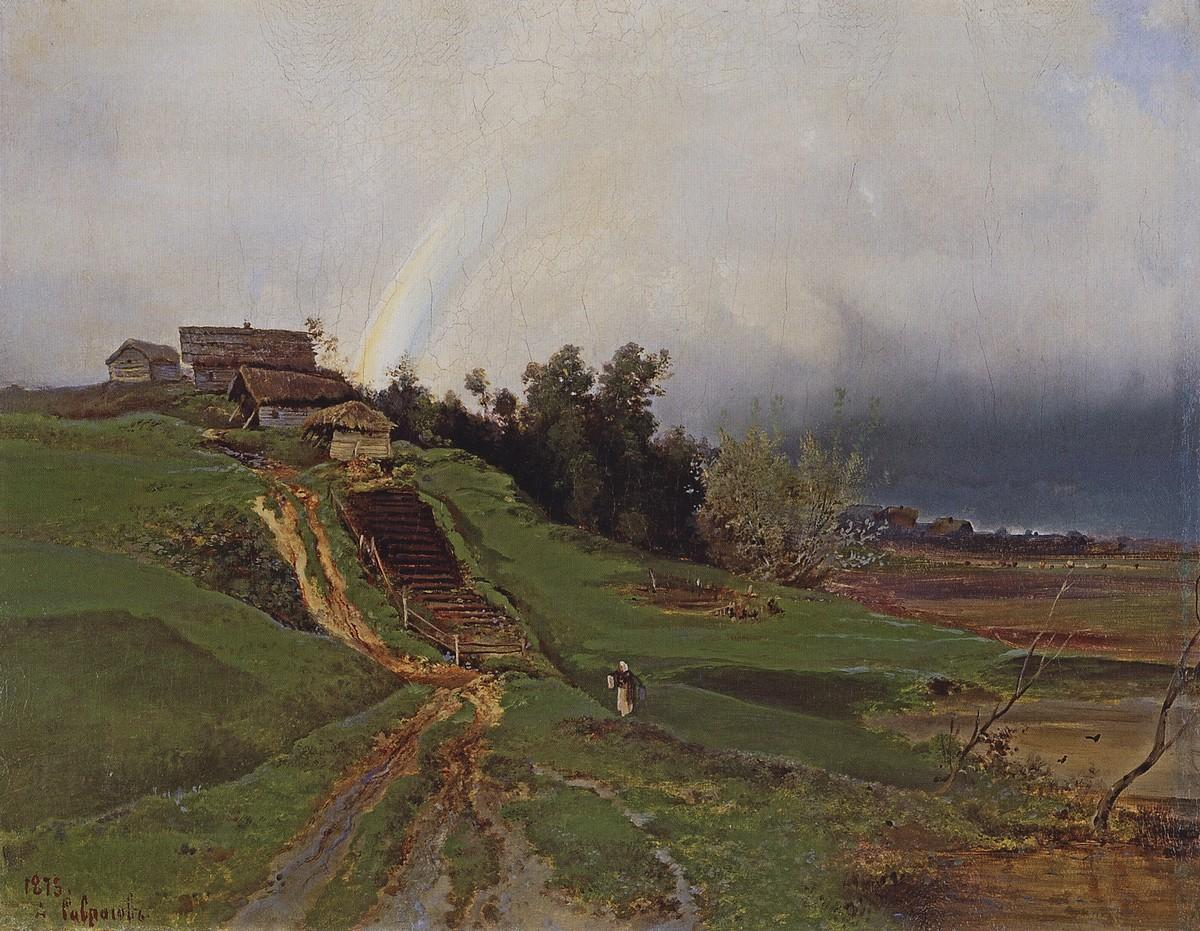
Rainbow (1873)
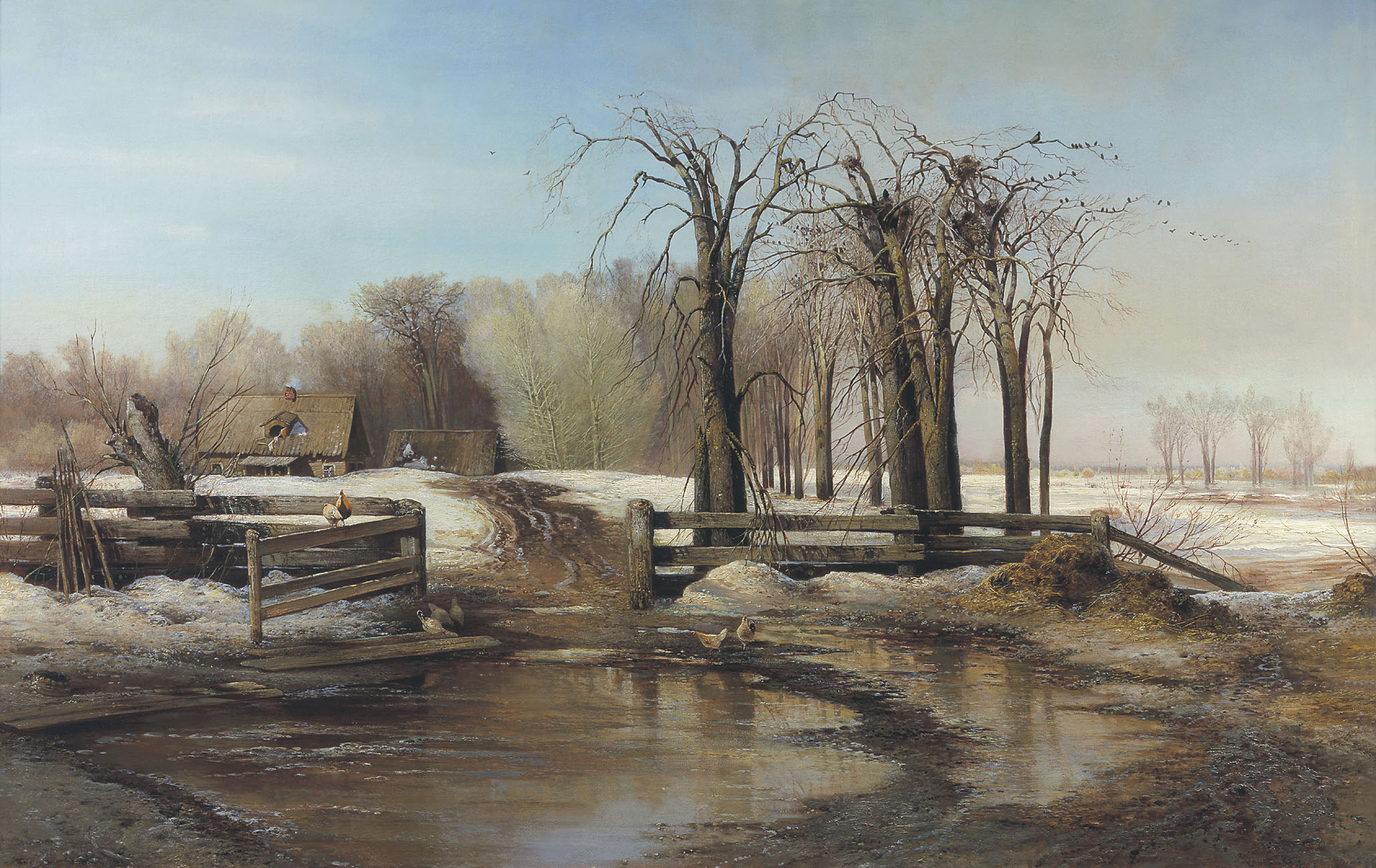
Spring Day, 1873
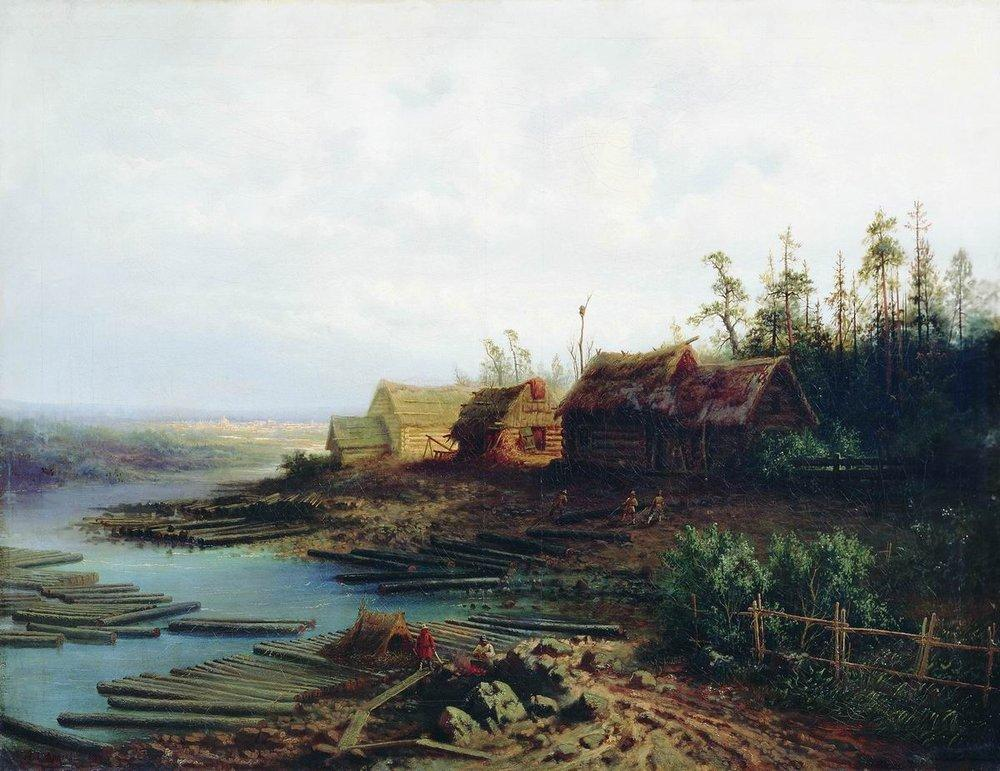
Rafts (1873)
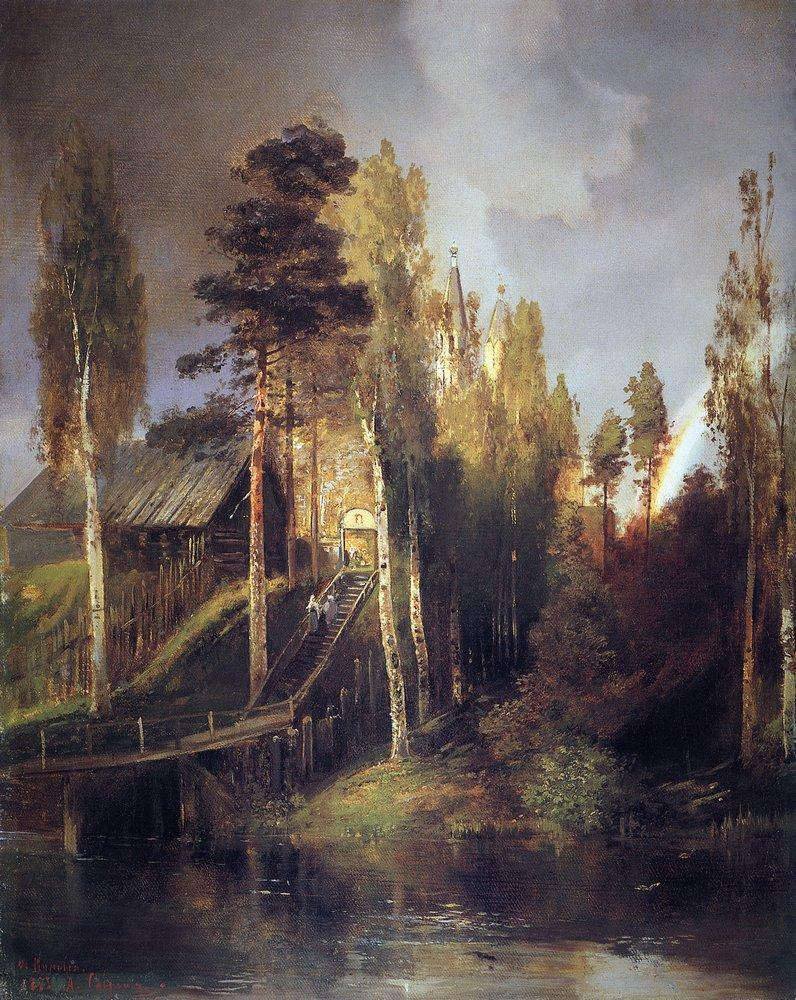
Monastery Gates (1875)
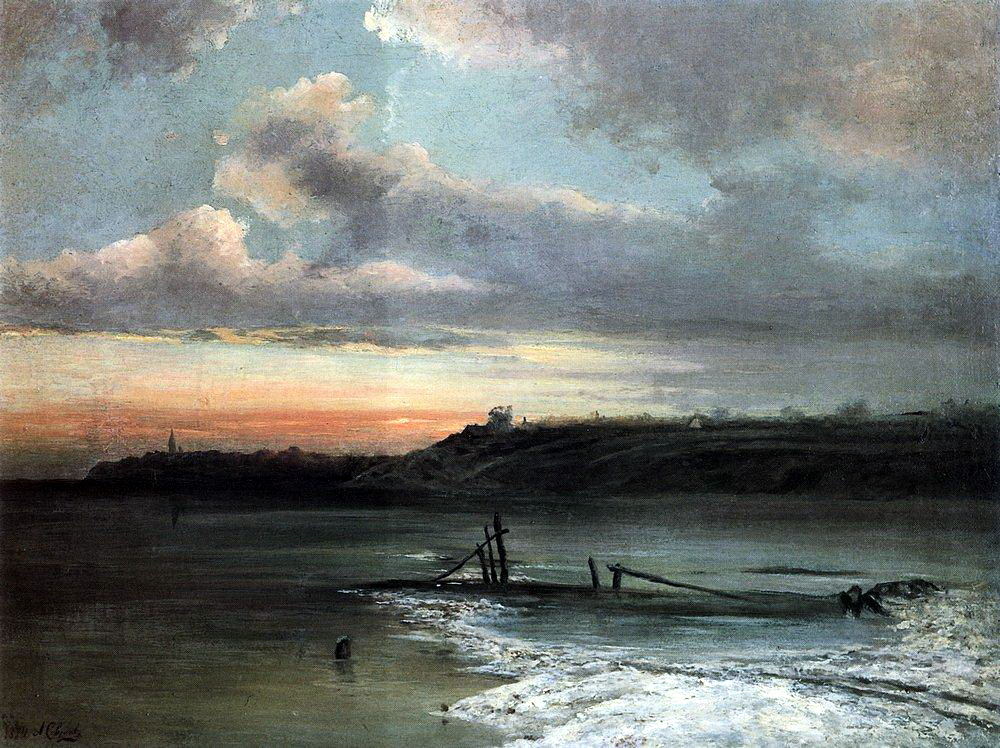
Early Spring. Thaw. (1880s)
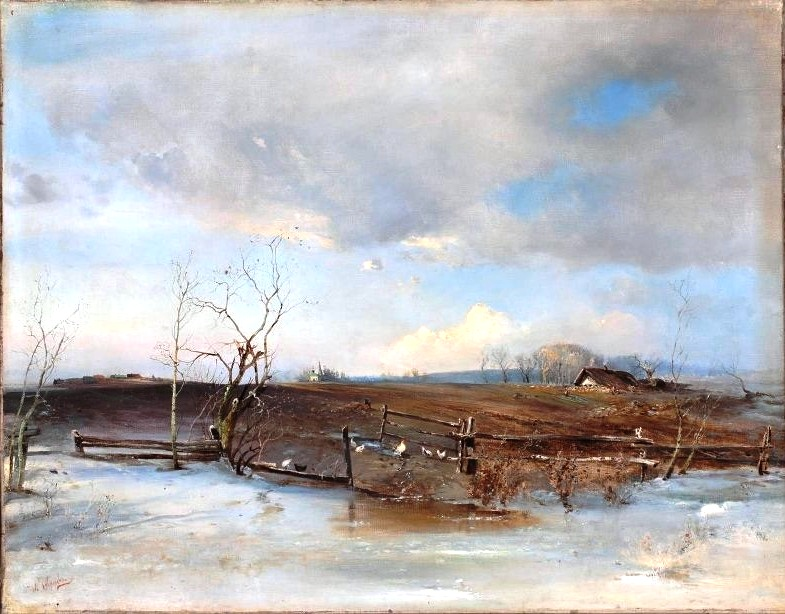
Spring. Kitchen Gardens (1893)
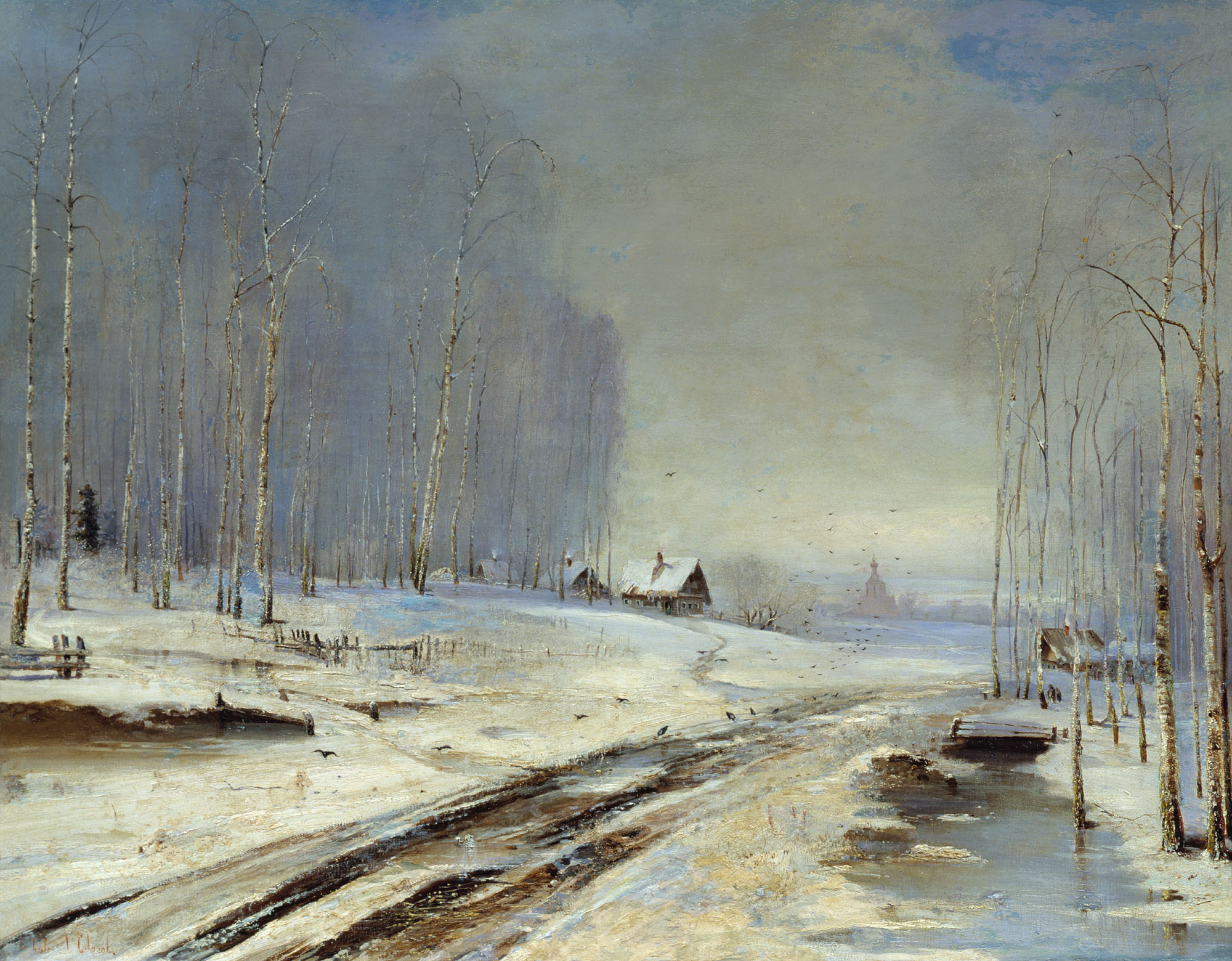
ラスプティッツァ (Sea of Mud, 1894)
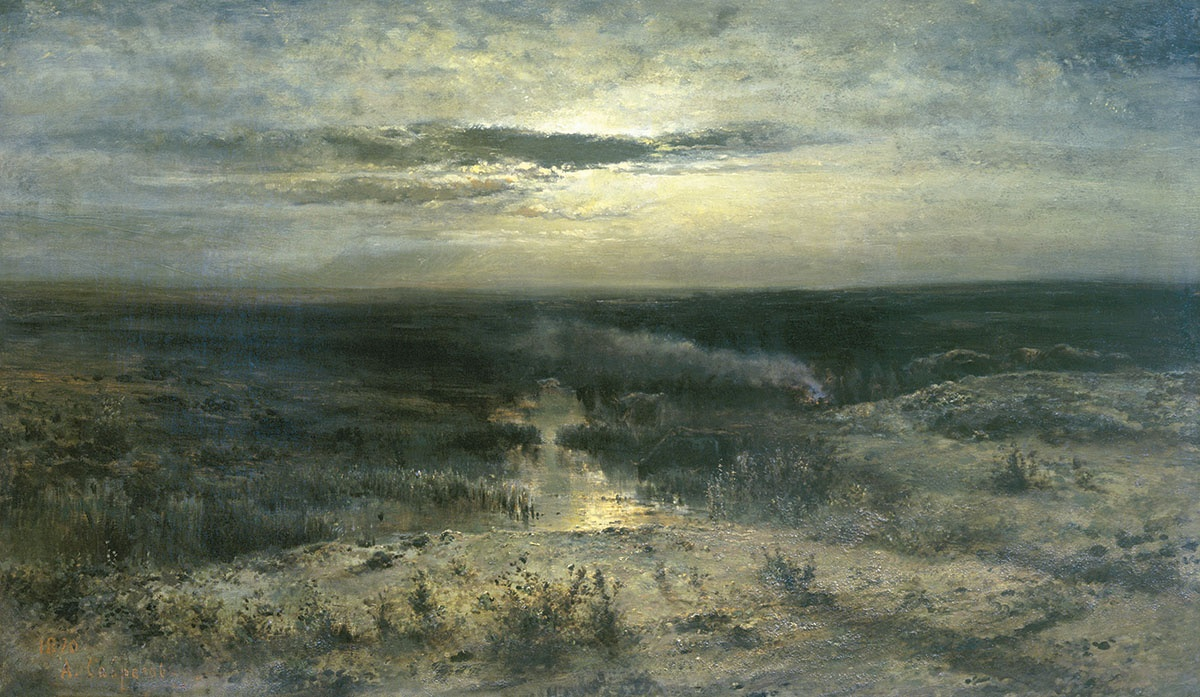
『月夜。沼』、1870年
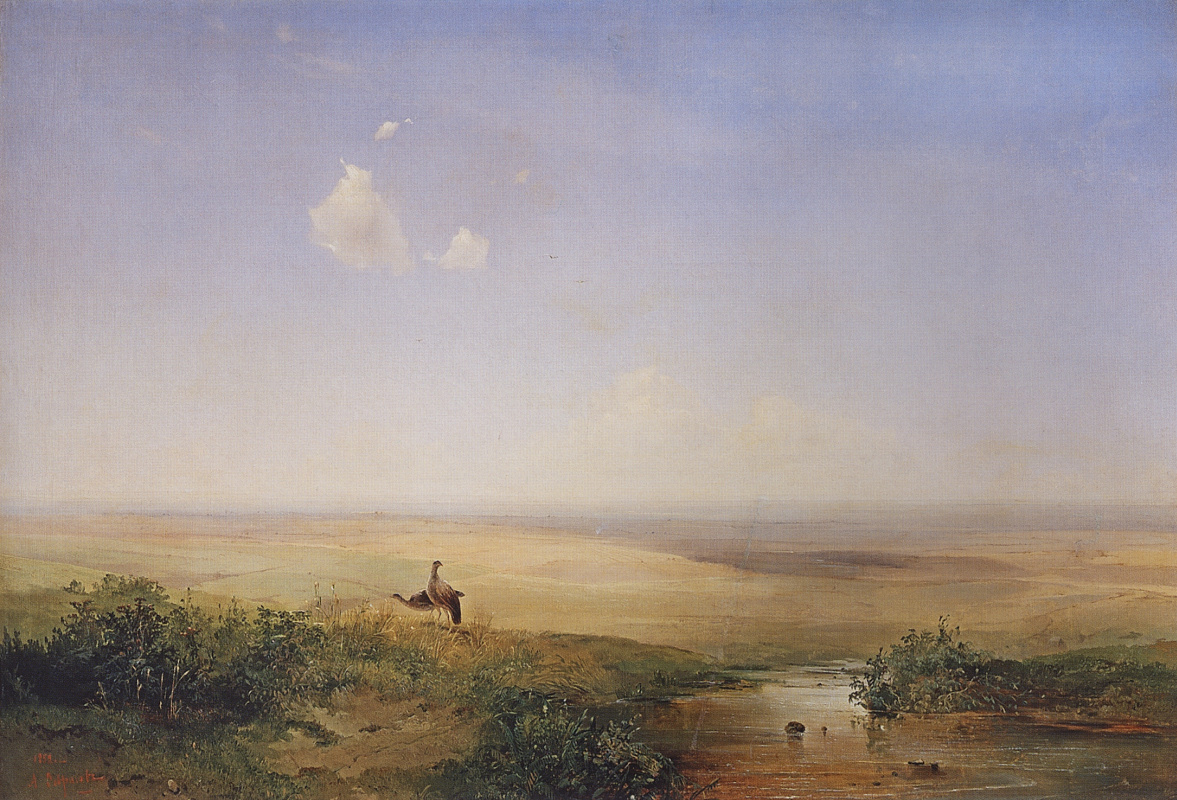
『ステップ。昼』、1852年
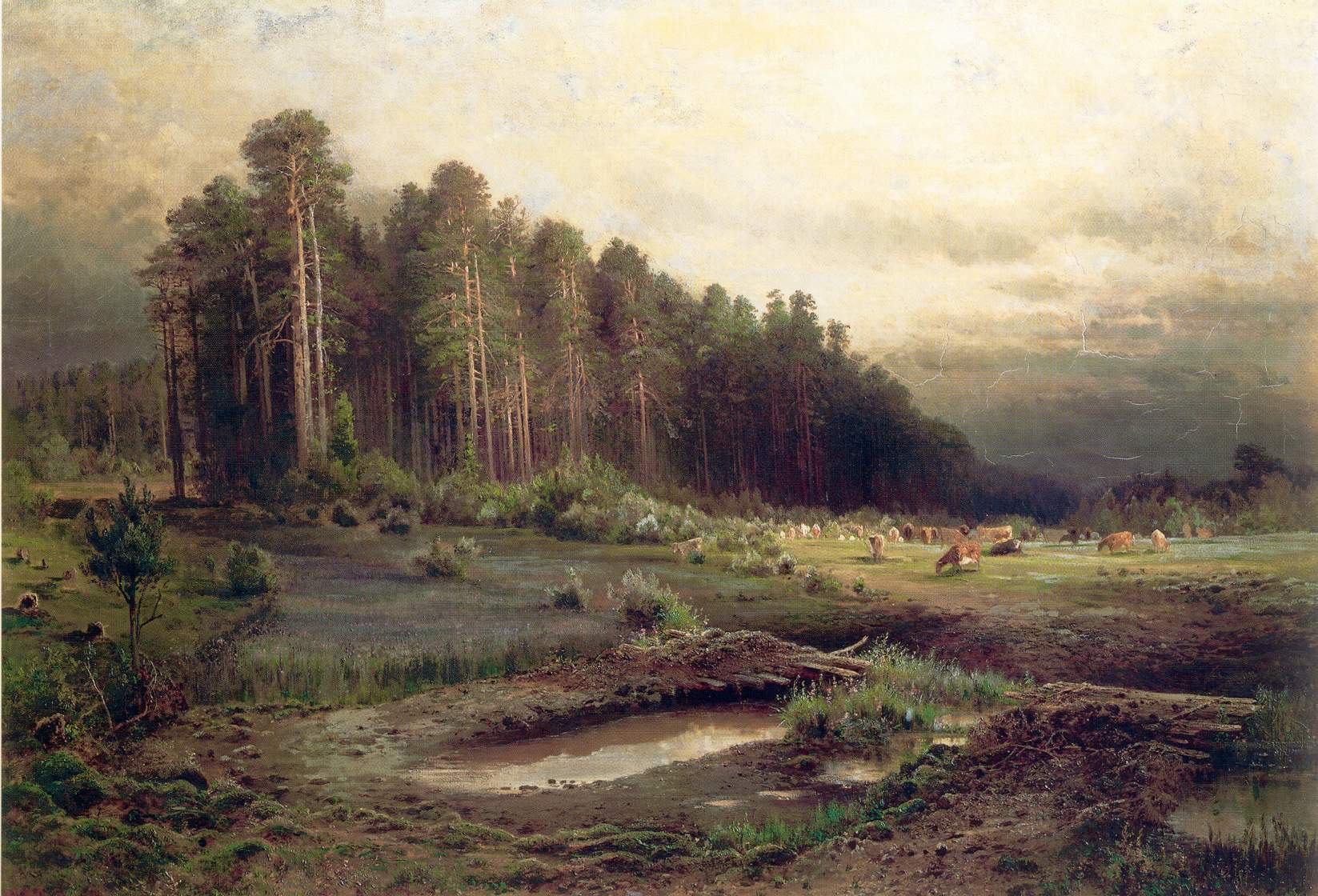
『ソコーリニクのローシ島（ロシア語版）』、1869年

## 関連書
- Faina Sergeyevna Maltseva, Alexei Kondratyevich Savrasov, Leningrad, 1989, ISBN 5-7370-0175-X